# めんたいワイド
『めんたいワイド』は、福岡放送にて平日 15:48:30 - 19:00に放送している夕方ワイド番組。1995年10月2日放送開始。番組連動データ放送実施。

## 概要
1995年10月、『めんたいワイド455』のタイトルで、平日16:55-19:00の情報ワイド番組として放送開始。タイトルは一般公募で選ばれ、第1回放送までタイトルは公表されず、新聞テレビ欄には「夕方ワイド（仮題）」と表記された。また、企画段階での仮タイトルは『FBSワイドNOW』だった。
開始時の司会は古賀ゆきひとと、FBS入社半年の奥田美香子（共にFBSアナウンサー）。その後放送時間が16:50-19:00に拡大し、タイトルが現在の『めんたいワイド』となり、金曜日のみ15:50スタートとなり、2002年10月からは月曜日-木曜日も15:50スタートとなる。
そして2007年10月からは14:52スタート、2008年4月（3月31日）からは14:55スタートになり、2011年4月からは15:48.30スタートとなっている。

## 主な出来事
近年は、頻繁なリニューアルが行われている。
- 過去に宇多田ヒカルが福岡でコンサートの時に、独占インタビューを行った。また1997年と1998年に本が出版、1997年には「めんたい体操」のCDがリリースされた。
- 2005年2月の社屋移転に伴いスタジオ、出演者などの大幅なリニューアルがされ、16・17時台と18時台で別々のスタジオとなった。16・17時台はBスタジオから、18時台はFBSニュースセンターからと、スタジオを使い分ける形をとった。
- 2006年4月3日に番組構成を一部リニューアルし、16:53[注釈 1] -17:20[注釈 2]に渡り日テレの『NNN Newsリアルタイム』を挿入するようになった。
- 同年5月22日にデジタル本放送開始を睨み更なるリニューアルを実施。初回から使われてきたタイトルロゴが、安倍麻美がデザインしたものに変更されたほか[注釈 3]、毎日16・17時台に日替わりのコメンテーターを配置するようになった。
- 同年10月2日に12年目に突入。福岡の夕方ワイドショーとしては最長寿番組となった一方で、テレビ西日本が金曜限定ながら『情報レシピ ニジ☆ゴジ』をスタートさせたこともあり、CMでは「CHANGE MENTAI WIDE」をキャッチコピーとし、新コーナーを加えてまたリニューアル。四つ巴の争いとなった。
- 同年10月28日より毎月最終土曜日 17:00 - 18:00に、直近1ヶ月間を中心に過去の放送内容から再放送の要望が多かったものを厳選したダイジェスト番組『ゲッカン!めんたいワイド』の放送が開始された。
- 2007年9月6日、3000回を迎えた。それを記念し、スタジオでは奥田美香子と、初回から出演している斎藤文男が特別にコメンテーターを務めた。さらに、「富士山頂でありがとうを叫ぼう」、「お願い!店長」、「NGクイズ」などのさまざまな特集や企画が組まれた。
- 同年10月1日にもまたリニューアルされたが、これは、秋改編によりステーションブレイク無しで繋がっていた前時間帯の『THEワイド』が終了することによるもの。このリニューアルで、1年間出産・育児休暇中だった若林麻衣子が復帰した。10月より放送時間を58分拡大して14:52スタートになり、「今日感テレビ」に代わる日本一長い放送時間を持つ大型情報番組になった。（2009年10月以降は再び「今日感テレビ」に抜かれている）また、10月1日から1週間、13:55より5時間5分5日間の超拡大版で放送した。また、そのCMでは、「10月1日 めんたいワイド 変わります。〜めんたいワイドが新しい歴史を刻む〜」をキャッチコピーとして複数のバージョンのCMが流されていた。
- 2008年3月31日より、13:55から放送している『情報ライブ ミヤネ屋』が日本テレビを含めた全国ネットになるにあたって、めんたいワイドは3分遅い14:55からの放送となるため、再度リニューアル。古賀ゆきひとと15-17時台の番組進行を務める新MCに伊藤舞が就任し、テーマ曲のほか番組構成も大きく変更された。
- 2010年9月13日より、17時台の放送が全編『news every.』のネットに変更された。これにより、「きょうのテーマ」の紹介などは16時台で終了する。
- 2011年4月4日より、FBSでは14時台のみの放送となっていた『情報ライブ ミヤネ屋』がフルネットに移行[注釈 4]し、同時に18時台のニュースは当番組から切り離されることとなったため[注釈 5]、15:48:30 - 17:50の放送となった[注釈 6]。これに伴い、テーマソングやコーナーなどの大幅リニューアルを実施。また、古賀ゆきひとは月曜から木曜までの出演となり、金曜日のMCは松井礼明が務めることとなった。2011年10月より、後続の『news every.』の全国ネット枠の放送時刻が変更になったのに伴い現在は15:48:30 - 17:53の放送となっている。
- 2012年4月から番組ロゴを変更。テーマ曲は荒井由実のルージュの伝言。
- 2015年3月30日、1995年10月の放送開始以来約19年半にわたりMCを務めた古賀が前週で降板したことに伴い、MC陣の刷新が行われこれまで金曜のみ担当だった松井が全曜日担当になり、レポーターとして出演していた今村敦子が新MCに就任。この日より兄弟番組にあたる夕方ニュース番組『NEWSめんたいPlus』がスタートした。
- 2018年10月ごろから時刻表示が変更となり、左側にめんたいワイドのロゴ・右側に時刻となった。
- 2019年7月1日から『NEWSめんたいPlus』の放送枠を統合し15:48:30 - 19:00までとなりテロップやテーマ曲などを一新した。(2011年3月以来8年ぶりに19時までの放送が復活)
- 2019年7月から19時までの放送に復活して以降news every. NNN枠以降の構成が2011年3月以前(18時台はローカルニュース)とは異なり18時15分より曜日別コーナー(主にリニューアル前の16時台で放送されていたコーナーが移行)を放送後天気予報→スポーツ→はじめまして赤ちゃん(NEWSめんたいPlusから移行)→ニュース→エンディングとなった。
- 2020年4月8日から5月22日まで2019新型コロナウイルスによる緊急事態宣言を受け、急遽『news every.』の第1部を番組内包扱いで臨時フルネット又は部分ネットをしていた[注釈 7]。
- 2020年7月にコーナーのリニューアルが行われた。
- 2021年4月からコメンテーターが1人体制となった。

## 放送時間
| 期間          | 期間          | 放送時間（日本時間）          | 放送時間（日本時間）          |
| 期間          | 期間          | 月曜 - 木曜                   | 金曜                          |
| ------------- | ------------- | ----------------------------- | ----------------------------- |
| 1995年10月2日 | 2001年3月30日 | 16:55:00 - 19:00（125分00秒） | 16:55:00 - 19:00（125分00秒） |
| 2001年4月2日  | 2002年5月3日  | 16:50:00 - 19:00（130分00秒） | 16:50:00 - 19:00（130分00秒） |
| 2002年5月6日  | 2002年9月27日 | 16:50:00 - 19:00（130分00秒） | 15:50:00 - 19:00（190分00秒） |
| 2002年9月30日 | 2007年9月28日 | 15:50:00 - 19:00（190分00秒） | 15:50:00 - 19:00（190分00秒） |
| 2007年10月1日 | 2008年3月28日 | 14:52:00 - 19:00（248分00秒） | 14:52:00 - 19:00（248分00秒） |
| 2008年3月31日 | 2011年4月1日  | 14:55:00 - 19:00（245分00秒） | 14:55:00 - 19:00（245分00秒） |
| 2011年4月4日  | 2011年9月30日 | 15:48:30 - 17:50（121分30秒） | 15:48:30 - 17:50（121分30秒） |
| 2011年10月3日 | 2019年6月28日 | 15:48:30 - 17:53（124分30秒） | 15:48:30 - 17:53（124分30秒） |
| 2019年7月1日  | 現在          | 15:48:30 - 19:00（191分30秒） | 15:48:30 - 19:00（191分30秒） |

## 出演者

### 現在の出演者

#### MC
- 松井礼明（FBSアナウンサー） ※ニュース、コーナー担当[2]
- 今村敦子（タレント）※コーナー担当[3]

#### FBSアナウンサー
主に、中継・コーナー及びフィールドキャスターを担当。
- 伊藤舞[注釈 8][4]（松井及び今村休演時は時折MC代行を務める場合あり）
- 遠野愛 ※2023年4月3日からニュース担当、2025年からは金曜日に博多駅前中継を担当
- 中谷萌 ※2023年4月からスポーツコーナー及び水曜日ゲームコーナー担当（2023年度はフィールドキャスターも兼任）2025年からは木曜日の中継コーナーも担当（遠野不在時のニュースコーナーを代行する場合もある）
- 元木寛人 ※2023年4月からスポーツコーナー兼フィールドキャスターおよび木曜日ゲームコーナー（2024年4月からは金曜日）担当（松井不在時のMC代行、森不在時のニュースMCも担当する場合あり）2025年からは火曜日の中継コーナーも担当
- 阿部まみ ※2023年4月からフィールドキャスター担当（月・水・金曜日。元木、中谷（2023年のみ）不在時も時折別曜日も担当）
- 森洸 ※2023年4月3日からニュース担当（同年10月13日以降随時松井の代行MCも担当）
- 財津ひろみ ※2024年からゲームコーナーやフィールドキャスターを担当。今村不在時のMC代行や遠野不在時のニュースコーナーを代行する場合もある）
- 石田旭昇 ※2023年10月頃からスポーツコーナーおよび火曜日ゲームコーナー担当。2024年4月からは不定期にてフィールドキャスターや森不在時のニュースコーナー代行を務める場合あり（2025年4月からは水曜日にバリはやッ!に出演する兼ね合い上火曜日は原則出演しない）
- 吉村史織 ※2024年4月からフィールドキャスター担当（前述の阿部と分担する形である）

#### 天気予報
- 堀井よしみち（気象予報士）

#### コメンテーター
月曜日（週替わり）
- 山際千津枝（料理研究家）
FBSが現社屋に移転する以前は料理コーナーを担当していた。NHK北九州放送局の番組などに出演後、2007年5月からコメンテーターとして復帰した。
- 中払大介（FBSサッカー解説者）
- 大畑大介（元ラグビー日本代表）

火曜日
- 木下比奈子（弁護士）

水曜日（週替わり）
- 立川生志（落語家）
- 若菜嘉晴（FBS野球解説者）
かつては金曜のめんスポも担当した。

木曜日
- 林田暢明（コラムニスト）

金曜日（週替わり）
- 坂口孝則（経営コンサルタント）※リモート出演
- 倉田真由美（漫画家）

#### 芸能
- 石川敏男
- 宇都木員夫
- こだま育則
- 城下尊之
- 菊池真由子
- 嵯峨聖子
- 間宮久美子
- 山崎寛代

#### 中継・リポーター
- いわぶ見梨（元KBCアナウンサー）
- カオリ
- 田中健二（旧芸名 ケン坊田中）
- 斉藤優（パラシュート部隊）
- 杉山39
- とんこっちゃんふじ子
- ブルーリバー
- マサル
- 山口たかし（EE男）

### 過去の出演者

#### 司会者・コメンテーター
表記がない人物は出演当時、FBSアナウンサー。
- 古賀ゆきひと[5]（現・参議院議員）
初代メイン司会者。第24回参議院議員通常選挙に民進党から出馬するため、同年末付でFBSを退社[6][7]。
- 林田真心子（現・ジャーナリスト）
2代目司会者、2000年11月退社。
- 池田史
3代目司会者、2005年退社。
- 西川友紀子（フリーアナウンサー）
イムズ中継担当後、月 - 木 16・17時台MCを務めた。
- 斎藤文男（九州大学名誉教授）
初回からコメンテーターとして出演。
- 島田誠（野球解説者）
かつてはRKB毎日放送の『今日感テレビ』コメンテーターを務めた。
- 椎葉ユウ（ラジオパーソナリティ）
- 阿刀裕嗣（社会福祉法人理事長、元ラグビー日本代表）
- 中村もとき（元RKB毎日放送アナウンサー）
- 勝谷誠彦（コラムニスト）
- 宮原哲（西南学院大学教授）
- 田中耕太郎（御所ヶ谷ホームクリニック院長）
- 長谷川法世（漫画家）
- IKKO（タレント）
当初は水曜コメンテーターであったが、2006年10月改編で特別出演の扱いとなった。
- 平田泰彦（平田内科胃腸科クリニック理事長）
- 小林清人（読売新聞西部本社文化部長）
- とまと（あんみつ姫座長）
金曜コメンテーターとして出演。
- アン・クレシーニ（北九州市立大学准教授）
- 岩崎達也（九州産業大学教授）
- トコ（コラムニスト）
- 中澤裕子（タレント）[8][9]
月1回木曜コメンテーターとして出演。
- 原岡薫（久留米大学文学部教授）
- 松田美幸（元福津市副市長）

#### イムズ中継
- 川上泰生（ヒップアップ）
イムズ中継の他、金曜日の「週末はココだ!」中継や、VTR中継なども担当していた。
- 中村明美[5]（元FBSアナウンサー）
- 荒木美穂
出産のため降板。
- 福田健次（現中間市長）

#### ニュース担当
FBSアナウンサーが担当していた（出演当時も含む）。
- 松吉ゆかり[5]
- 山田真由美
他に中継やコーナー司会も担当した。
- 牟田剛司（現・FBSプロデューサー）
- 若林麻衣子[10]

#### 中継・リポーター
タレント
- 安田栗之助
- こかどひろこ
- おかべはちろう
- 熊谷修平
- エータロー
火曜の地域密着中継を担当。2007年3月 - 2008年3月まで担当。
- 杉田恵理（元日本海テレビアナウンサー）
- 高村公平
- 彦摩呂
- 平田和歌子
- 佐藤夏希（元AKB48）
「キタ級遺産」中継・リポーターとして2012年10月から出演したが、AKB48の卒業と同時に降板。
- 大家志津香（元AKB48）
「キタ級遺産」レポーター。佐藤夏希の代役として2012年12月10日-2013年3月25日まで担当。
- 山本由貴
「しあわせ笑点街」レポーター。2013年3月まで担当。
- 香月亜耶乃
「しあわせ笑点街」（2013年4月 - 2013年9月） → 「笑劇!ニュースの壷。」（2013年10月 - 2014年3月）レポーター。
- 内堀富美
- 村仲皆美
- 奥ゆかり
- 広崎みさ
- 岡野もえ
- 速水さら
- 秋本ゆかり
- 今田裕子
- どんぴしゃ
- コンバット満
- 谷上なつみ
- 三津中智香子
- 舘恭子（伊藤降板後2016年3月26日までは火、木担当MC・めんたいLIVE!金曜担当）：現FBS記者
- えみりィー
- 石井裕二
- 大戸千絵
2013年4月1日「キタ級遺産」レポーター。
- 澤栁亮介（10神ACTOR）
- 三岳慎之助（10神ACTOR）
- ちんねん
- 村上めぐみ
- 山本カヨ（タレント）[11]
- 若田部佳代

FBSアナウンサー（出演当時の者も含む。）
- 松井くらら
- 石川愛[12]
- 奥田美香子[5]（初代司会者）
- 小林茉里奈 ※2020年9月28日『バリはやッ!ZIP!』MC就任のため番組を降板。
- 仲谷亜希子[注釈 9]
- 財津ひろみ（伊藤降板後2016年3月27日までは月、水、金担当MC・めんたいLIVE!月曜・火曜担当/『バリはやッ!ZIP!』初代MC）[注釈 10]
- 浜崎正樹（松井不在時のMC代理も担当。）
- 須田健太郎（『バリはやっ!ZIP』MC就任の為2023年3月いっぱいで卒業）
- 澤田泰佑（『バリはやっ!ZIP』専念の為2023年3月いっぱいで卒業、卒業後は森不在時のニュースキャスター代理として、出演することがある。）
- 福岡竜馬（2022年度以前は松井不在時のMC代理を中心に担当。2023年度は森不在時のニュースキャスター代理を中心に担当した。2024年6月いっぱいをもって卒業、同年7月より人事異動により、スポーツ部へ異動した。）

#### 料理コーナー
- 松井豊（海浜館 総料理長）
「いきなりシェフ」のコーナーも担当
- 長谷川信司（なだ万グランドハイアット福岡店調理長）
- 竹中弘明（門司港ホテル総料理長）
- 田村岳幸（游來 オーナーシェフ）
- 川島年生（中村調理製菓専門学校講師）
- 加藤智之（レストランKato オーナーシェフ）
- 古賀博美（料理教室ごはん日和 主宰）
- 韓占全（中華料理 匯満楼オーナーシェフ）

#### 芸能コーナー
- 山田美保子（放送作家）
『噂の芸能あぶりだし』のみ
- 梨元勝（芸能レポーター、故人）
死去当日には番組内で追悼特集が組まれた。

## タイムテーブル
- 災害・事件などの重大ニュースがある場合、前半パートを休止・短縮の上、『news every.』を第2部開始の16:50（または第1部開始の15:50）から同時フルネットで放送する事がある[注釈 11][注釈 12]。
- 福岡ソフトバンクホークスナイトゲーム中継の際、18:15以降打ち切りとなることがある。

### 現在（2020年7月から）
| 時刻     | 放送内容                 | 備考                                                        |
| -------- | ------------------------ | ----------------------------------------------------------- |
| 15:48.30 | トップニュース           | 『ミヤネ屋』からステーションブレイク無しで接続している。    |
| 15:50頃  | オープニング             |                                                             |
| 15:53頃  | ニュース                 |                                                             |
| 16:02頃  | イチめん                 | 帯企画                                                      |
| 16:25頃  | 曜日別コーナー           |                                                             |
| 16:38頃  | 天気予報                 |                                                             |
| 16:45    | news every.・第2部       | 最新全国ニュース、日本テレビからの任意ネット。              |
| 17:01頃  | ニュース                 |                                                             |
| 17:30頃  | 天気予報                 |                                                             |
| 17:35頃  | おうちでチャレンジ１万円 | 曜日ごとに内容が変わる。                                    |
| 17:53    | news every.・第3部       | ステーションブレイク無しで接続。                            |
| 18:15    | 18時台オープニング       | 『news every.』からステーションブレイク無しで接続している。 |
| 18:15頃  | 曜日別コーナー           |                                                             |
| 18:35頃  | 天気予報                 |                                                             |
| 18:40頃  | スポーツ情報             | 石田・中谷・元木が不定期で担当している。                    |
| 18:50頃  | はじめまして赤ちゃん     |                                                             |
| 18:51頃  | ニュース                 |                                                             |
| 18:58頃  | エンディング             |                                                             |
| 19:00    | 番組終了                 |                                                             |

### 第5期末期
| 時刻     | 放送内容               | 備考                                                          |
| -------- | ---------------------- | ------------------------------------------------------------- |
| 15:48.30 | オープニング、天気予報 |                                                               |
| 15:53    | 天気・ニュース         |                                                               |
| 16:05    | 曜日別コーナー         |                                                               |
| 16:48    | 天気予報               |                                                               |
| 16:50    | news every.・第2部     | 2019年3月29日までは未ネットだったが同年4月2日より再開された。 |
| 17:10頃  | ニュース               |                                                               |
| 17:15    | 特報!めんタイムス      |                                                               |
| 17:30頃  | めんたい掲示板         |                                                               |
| 17:30    | 曜日別コーナー         |                                                               |
| 17:50頃  | 天気予報               |                                                               |
| 17:52    | エンディング           |                                                               |
| 17:52.55 | 次回予告、放送終了     |                                                               |

### 第4期末期
| 時刻               | 放送内容               | 備考                          |
| ------------------ | ---------------------- | ----------------------------- |
| 14:55              | オープニング、ニュース |                               |
| 15:00              | 曜日別コーナー、特集   |                               |
| 15:48              | ニュース               |                               |
| 16:00              | 曜日別コーナー、特集   |                               |
| 16:52（金曜16:59） | 前半エンディング       |                               |
| 16:53（金曜17:00） | news every.            | 東京発、17:50より全国ニュース |
| 18:16              | めんたいニュース       |                               |
| 18:50              | きょうコレ             | news every.のものを時差ネット |
| 18:57              | 番組終了               |                               |

### 第3期末期
| 時刻                       | 放送内容                                           | 備考                                                                      |
| -------------------------- | -------------------------------------------------- | ------------------------------------------------------------------------- |
| 14:52                      | オープニング                                       |                                                                           |
| 14:53ごろ                  | ニュース                                           |                                                                           |
| 15:00ごろ                  | トレタテ!夕刊めんタイムス                          |                                                                           |
| 15:10ごろ                  | VTR特集1                                           |                                                                           |
| 15:30ごろ                  | 地域密着中継                                       |                                                                           |
| 15:50ごろ                  | ニュース                                           |                                                                           |
| 16:02ごろ                  | VTR特集2                                           |                                                                           |
| 16:25ごろ                  | 地域密着中継                                       |                                                                           |
| 16:45ごろ                  | イムズ中継                                         |                                                                           |
| 16:53（金曜は17:00）       | 「NEWSリアルタイム」                               |                                                                           |
| 「リアルタイム」飛び降り後 | ローカルニュース                                   |                                                                           |
| 17:09ごろ                  | 夕刊チェック                                       | 「トレタテ!夕刊めんタイムス」、ないしは「エンタめんたい」の担当者が担当。 |
| 17:12ごろ                  | 地域密着中継                                       |                                                                           |
| 17:20ごろ                  | ハッピーレシピ                                     |                                                                           |
| 17:30ごろ                  | 天気&めんたい掲示板（イムズ中継）                  |                                                                           |
| 17:35ごろ                  | エンタめんたい                                     |                                                                           |
| 17:50                      | 「NNN NEWSリアルタイム」全国パート                 |                                                                           |
| 18:16                      | ニュース                                           | クレジットは簡易アニメーションで「MENTAI NEWS FUKUOKA」                   |
| 18:43ごろ                  | めんたいスポーツ情報                               | FBSの取材以外は「リアルSPORTS」の映像をそのまま利用。                     |
| 18:48ごろ                  | 天気情報（イムズ）                                 |                                                                           |
| 18:52ごろ                  | MENTAI フラッシュ                                  |                                                                           |
| 18:56                      | エンディング（明日の予告、プレゼント当選者紹介。） |                                                                           |

### 第2期末期
| 時刻                               | 放送内容 |
| ---------------------------------- | --- |
| 15:49                              | オープニング |
| 15:50ごろ                          | ニュース |
| 15:56ごろ                          | 地域密着中継（場合によってはVTR特集（「リアル目線」か自社製作）                                                                                              |
| 16:15前後                          | イムズ中継 |
| 16:50（金曜は16:57）               | ニュース（ゲスト等が出演した際、トーク中でも原則としてニュースに切り替えていた。）                                                                           |
| 16:53（金曜は17:00）               | 「NEWSリアルタイム」（以前はCM前のキリのいいところで飛び降りていたが、現在はCMを挟んでCM前に予告したニュースをやってから福岡のスタジオに戻っていた。）       |
| 17:03-17:13ごろ（金曜は17:10ごろ） | コメンテーターの再紹介兼今日のテーマをコメンテーターに尋ねる                                                                                                 |
| 17:05-17:16ごろ                    | 地域密着中継 |
| 17:30ごろ                          | 天気&めんたい掲示板（イムズ中継） |
| 17:35ごろ                          | エンタめんたい（梨元勝が出演する際は時間変動あり） |
| 17:50                              | 「NNN NEWSリアルタイム」全国パート |
| 18:16                              | ニュース（クレジットは簡易アニメーションで「MENTAI NEWS FUKUOKA、ステーションブレイク無し）                                                                  |
| 18:28ごろ                          | 特集 |
| 18:43ごろ                          | 天気情報（イムズ） |
| 18:45ごろ                          | めんたいスポーツ情報（古賀・松吉が座って伝えるストレートニュース形式と山田やコメンテーターが立ってモニタを使用するワイドショー形式では時間配分が違っていた） |
| 18:50ごろ                          | MENTAI フラッシュ |
| 18:56                              | エンディング（明日の予告&プレゼント当選者紹介。稀に速報が入り予告がなくなることもあった）                                                                    |

## 主なコーナー

### 現在
帯企画
- めんたい中継
- イチめん
- おうちでチャレンジ1万円
- つながろうめんたい
- ニュース

月曜日
- ひと駅ノスタルジー
- お絵かきコール当てちゃっ10（おうちでチャレンジ1万円）
- ホントは教えたくないウチよりウマい店

火曜日
- 火曜カレー部（隔週）
- いきなり食堂（隔週）
- マサヨのなんば買うたとね（週替わり）
- 一日一笑（週替わり）
- マストバイ（週替わり）
- 宣伝人間ユウ
- 脳活!アハ体験（おうちでチャレンジ1万円）
- 3本のやーっ!（おうちでチャレンジ1万円）
- 人生コレに賭けてます

水曜日
- マストバイ（週替わり）
- お取り寄せJAPAN（週替わり）
- リポジタイD（週替わり）
- マサヨのなんば買うたとね（週替わり）
- 超立体漢字ドローン（おうちでチャレンジ1万円）
- TV初登場さん

木曜日
- 超主観旅
- おうちでMISSION あれどこサーチ（おうちでチャレンジ1万円）
- ラッキーワゴンの旅

金曜日
- キタ級遺産
- ケンミン決断!どっちがウレトルクイズ（おうちでチャレンジ1万円）
- 松井、貸します/敦子、貸します（週替わり）
- どんだけ儲かると?（週替わり）
- ケンミンなに派?（週替わり）
- マサル工務店（週替わり）
- 謎解き街かどクロスワード
- 斉藤でもできる簡単ごはん

特別企画
- めんたいキッズ放送局（夏休みに放送される企画で、2008年度科学放送高柳記念奨励賞を受賞）

### 過去のコーナー
- 突撃!隣の晩ごはん
日本テレビで放送されていた同名のコーナーのパロディ版。リポーターは安田栗之助で、生中継していた。
イモトアヤコのリポートによる1回だけの復活で「イモトアヤコSP 復活！隣の晩ごはん」という特別企画のコーナーが2013年12月26日に放送された。
- お願い!店長
こかどひろこが商店などに突撃して目玉商品などを値切るコーナー。不定期に思い出企画として突然放送されることがある。
- ふしぎモン
ジモトの不思議を徹底調査するコーナー。タイトルは「ふしぎ」と「ギモン」の掛け合わせ。
- しあわせ笑点街
福岡県内の商店街を紹介するコーナー。毎回最後に笑点の座布団を渡すのが恒例。
- 噂モクモク
狭い店や見つけづらい店、お宅拝見などを行うコーナー。
- 笑劇!ニュースの壷。
- 徹底診断！夫婦のカルテ
- お助けめんたい
- テレビどんたく
- イムズ伝言板
- めんたいチャレンジ
- 今晩のおかずもう一品
料理研究家がスタジオで晩ごはんに役立つ料理を紹介するコーナー。
- あなたもシェフ
- いきなりシェフ
松井豊が一般家庭にて冷蔵庫の食材をプロの料理に変えるコーナー。
- トレたて新鮮情報
- ゆうドキ中継
「安田栗之助の町内発掘隊」
「松井礼明の厨房探訪」
「ヒップアップ川上の週末はココだ!」
- 夕刊通
- ビューティーパーラー
- お嫁に来んしゃい
このコーナーから誕生したカップルが数組存在する
- デパ地下新鮮組
- デパ地下マルシェ
- 産直一直線
- ツーハンター
- 法律サロン
- しあわせキッチン
- ちゃりんこ道中
- 川上泰生の珍道中 みち
- お助けめん隊
- お節介やろう!
- ガイロク
- あした占い☆一番星
- めんたいPickup
- 突撃!イングリッシュNEWS→突撃!イングリッシュ
- 怒りの現場（18時台ニュースコーナー）
- イチオシ中継
- めん特!
- プレミアム特集
- 夕刊めんタイムス
- 夕刊Wクリック（または夕刊!ダブルクリック）
- お手軽ハッピーレシピ
- 舞myランキング&週末情報（金曜日）
- めんたいなんでも総選挙トップ10（毎月）
- めんたい農園[13]
- ゾッコン週末芸能
- MOTTO!（帯企画・特集コーナー）
- 穴場発見!ジモトリコ（月曜日）
- 街頭インタビュー〜一日一笑、聞かせて！人生最大の出来事、モノもうす、商店ガイロク、（火曜日）
- トラブル解決！法律ハテナ?（火曜日）
- 特報!ザ・スライドショー（火曜／木曜）
- EE旅男旅（隔週木曜日） EE男の山口くんが、全国の「刺さる場所」を紹介するコーナー。毎回視聴者への「お土産」がプレゼントされる。
- お宅探偵ホームズ（隔週木曜日）
- アナ・ログ（木曜日）FBS福岡放送の松井アナウンサーが「体」を張って様々なことにチャレンジする。マサルとのコンビで「山登り」に挑戦することも多々。
- 物体X（木曜日） 暮らしに役立つ優れものを大調査するクイズ形式のコーナー。
- クチコミパラダイス（金曜日） ケン坊田中と元FBSアナウンサーの仲谷亜希子がサイコロを振り、出た目に沿ってアポなしでお店に突撃する。
- マジマジ（金曜日）

ケン坊田中と10神アクターの澤栁亮介が、体を張ってさまざまなことにチャレンジする企画。これまでに「劇団四季に入門」「百人一首」「社交ダンス」「シンクロナイズドスイミング」「フィギュアスケート」などに挑戦した。「シンクロナイズドスイミング」では、元シンクロ日本代表の青木愛が、「フィギュアスケート」ではプロスケーターの織田信成が特別コーチをつとめるなど、レッスンはかなり本格的に進められた。2017年春から10神アクターを卒業した澤栁亮介に代わり、同じく10神アクターの三岳慎之助がケン坊田中の相棒となった。
- 特報!めんタイムス（帯企画）
- 城下・嵯峨の芸能界マル秘大暴露（月曜日）
- 特集ドキュめん（火・木曜日）
- 斉藤優のグルメ写真バトル（火曜日）
- マサウミのはしっこハシゴ飯（隔週）（火曜日）
- 芸能界マル秘大暴露（水曜日）
- 石井裕二の涼Tubeまたは福岡竜馬の爆笑インタビュー（水曜日）
- 39&えみりィーのいきなり食堂（水曜日）
- 駅前ランキンGood（水曜日）
- 杉山39のキタ級遺産orくるくるグルメ（木曜日）
- フクオカ雑学クイズ中継（木曜日）
- ブルーリバー&えみりィーの捜査一家!相方（金曜日）
- 芸能界マル秘大暴露（金曜日）
- カンタン!?小学生クイズ駅前中継（金曜日）
- 山口たかし&カオリのサイコロ旅（金曜日）
- 山本華世のしゃれとんしゃぁ（火曜日）
- お湯～Tube　観光地応援SP（水曜日）
- 超主観旅（金曜日）
- ケンミン3タク（金曜日）
- 有名人さん、おたずねです（金曜日）
- めんたい掲示板（帯企画）

## テーマソング
| 期間                         | 曲名                                 | 作曲         | 備考                     |
| ---------------------------- | ------------------------------------ | ------------ | ------------------------ |
| 1995年10月2日 - 不明         | 「THE SUN IS MY ENEMY 太陽は僕の敵」 | コーネリアス |                          |
| 1995年10月2日 - 不明         | 「TRIUMPH」                          | T-SQUARE     | 主に18時台               |
| 2011年4月4日 - 2013年3月29日 | 「音楽のような風」                   | EPO          |                          |
| 2013年4月1日 - 2019年6月28日 | 「ルージュの伝言」                   | 荒井由実     |                          |
| 2019年7月1日 - 現在          | 「Flying Fish」                      | 小竹正人     | インストゥルメンタルのみ |

## 姉妹番組

### めんたいワイド増刊号
2006年10月より『ゲッカン!めんたいワイド』として月1回程度週末の午後に総集編を放送してきたが、2011年7月24日より『めんたいワイド増刊号』を毎週日曜日に30分番組として放送していた。当初は16:25 - 16:55の放送だったが、2011年10月2日より10:55 - 11:25での放送となった。2016年9月25日をもって終了し、後番組は日本テレビと同時ネットされている『誰だって波瀾爆笑』が11:25まで30分拡大されることになった。なお、最終日当日の電子番組表や、テレビ誌の番組表、新聞ラテ欄には[終]マークが付けられていなかった。
なお、この『めんたいワイド増刊号』は歌謡ポップスチャンネルでもインターローカルアワー枠として毎週日曜6:30 - 7:00に放送されていた。

### めんたい×家族
『めんたい×家族』は、「福岡放送」で2018年10月6日から2020年9月26日まで放送されていた。

#### 出演者
- MC - 今村敦子
- MC - 澤田泰佑（FBSアナウンサー）
- リポーター - 山口たかし
- リポーター - ちんねん
- リポーター - マサル
- リポーター - 小林茉里奈（FBSアナウンサー）